# Robert Taylor (atleta)
Robert Taylor (Tyler, 14 de setembro de 1948 – Houston, 13 de novembro de 2007) foi um velocista e campeão olímpico norte-americano.
Em Munique 1972 integrou o revezamento 4x100 m com Larry Black, Gerald Tinker e Eddie Hart, que conquistou a medalha de ouro e igualou o recorde mundial para a prova – 38s19.
Nos mesmos Jogos conquistou a medalha de prata na prova dos 100 m rasos. Durante as eliminatórias desta prova, realizada dias antes do revezamento, ele passou involuntariamente por uma grande controvérsia em sua carreira. Com mais sorte que seus compatriotas Eddie Hart e Rey Robinson – favoritos para o ouro e que não chegaram a tempo – ele conseguiu chegar ao estádio olímpico quase no momento da largada da bateria das quartas-de-final dos 100 m em que estava classificado. Correu e conseguiu passar à semifinal, o único americano a fazê-lo, na ausência dos outros. O problema é que o técnico da equipe, Stan Wright, confundiu o horário da largada, consultando uma planilha de horários desatualizada, e não levou os atletas a tempo para o estádio. Taylor só conseguiu participar porque sua série era a última das quartas-de-final.
Numa entrevista no ano 2000, ele disse que os três atletas e o técnico haviam deixado a Vila Olímpica em tempo, ou ao menos no que acreditavam ser o tempo certo. Enquanto esperavam o ônibus que fazia o transporte até o estádio, eles foram até o centro de transmissões da ABC acompanhar o que acontecia na tv e viram horrorizados os corredores se aprontando para correr a primeira bateria dos 100 m rasos, a bateria de Robinson.  Esquecendo o ônibus, os quatro fizeram uma corrida frenética até o estádio num carro dirigido por um funcionário da ABC, mas não deu tempo; tanto Robinson quanto Hart, que correria na segunda bateria, não chegaram a tempo. Apenas Taylor, que correria na terceira, pode participar e chegou direto para a linha de largada, sem aquecimento e apenas retirando momentos antes do tiro de partida seu agasalho de treino. Passou de fase para a semifinal, classificou-se para a final mais tarde e ganhou a medalha de prata.